# 王新元 (1904年)
王新元（1904年—1969年），原名星垣，男，湖南长沙人，中国政治人物，曾任中国民主建国会中央委员常务委员，政协第一届全体会议代表，第二届全国政协委员，第二、三届全国人大代表。